# Johann Baptist Faistenberger
Johann Baptist Nikolaus Faistenberger (* 24. Dezember 1797 in Wien, Niederösterreich, Heiliges Römisches Reich; † 29. September 1867 in Wien, Österreich-Ungarn) war ein österreichischer Komponist.

## Leben
Faistenberger war der Sohn des Musikers und Komponisten Joseph Leopold Faistenberger und der Tagelöhnertochter Katharina Baumann (* etwa 1764). Seine Taufpatin war Katharina Starkl, Schauspielerin am Wiener Theater. Im Alter von 14 Jahren erhielt sie 1811 ersten Geigenunterricht von einem gewissen Witmann. Vier Jahre später war er Geiger am Theater an der Wien. Seine weitere Geigenausbildung erhielt er von Joseph von Blumenthal und Franz Joseph Clement. An der Margaretener Pfarrkirche war er 40 Jahre lang Violindirektor und 21 Jahre war er Konzertmeister des Theaters an der Wien. Wie sein Vater war er Tanzmusik-Direktor in verschiedenen Wiener Tanzsälen. Zwischen 1824 und 1828 komponierte er die Musik zu mehreren Pantomimen von Ferdinand Occioni im Theater an der Wien. Diese wurden dann auch außerhalb von Wien, etwa in Brünn, aufgeführt. Er war künstlerischer Förderer von Joseph Lanner und von Johann Strauß Vater. Er half ihm zwischen 1827 und 1836 bei der Erstellung von Notenmaterialien und Arrangements.
Am 15. Oktober 1827 heiratete er Johanna Christina Schwoboda (* ca. 1811 in Wieden), Tochter eines Webermeisters. Sein Sohn Johann Faistenberger war Mitglied der Hofmusikkapelle.